# Chavanoz
 Chavanoz  es una población y comuna francesa, en la región de Ródano-Alpes, departamento de Isère, en el distrito de Vienne y cantón de Pont-de-Chéruy.

## Demografía
| 1382 | 1935 | 2350 | 3834 | 3900 | 3954 |
| Para los censos de 1962 a 1999 la población legal corresponde a la población sin duplicidades (Fuente: INSEE [Consultar]) |      |      |      |      |      |